# Rubén Moreno Palanques
Rubén Moreno Palanques (Castelló de la Plana, 23 de juliol de 1958) és un metge i polític valencià, diputat al Congrés dels Diputats en la X, XI i XII Legislatures.

## Biografia
Llicenciat en medicina i cirurgia per la Universitat de València, ha estat investigador dels Instituts Nacionals de la Salut dels Estats Units, de l'Institut de Recerca Genòmica i doctoral fellow en Biologia Molecular del Departament de Patologia i Oncologia al University of Kansas Medical Center, així com membre del Consell Executiu de l'Organització Mundial de la Salut. De tornada a Espanya, fou director del Laboratori d'Oncologia Molecular de la Clínica Universitat de Navarra. També és acadèmic de la Reial Acadèmia de Medicina de València. Està emparentat per matrimoni amb la família Lladró.
Des de 1995 ja no exerceix la medicina i ha ocupat diversos càrrecs institucionals: secretari general de Gestió i Cooperació Sanitària del Ministeri de Sanitat i Consum, president de l'INSALUD, subsecretari de Sanitat de la Generalitat Valenciana, director general del Servei Valencià de Salud (1995-1997). de 2005 a 2011 director general del Centre d'Investigació Príncep Felip.
Fou elegit diputat per València dins les llistes del Partido Popular a les eleccions generals espanyoles de 2011. Entre altres càrrecs, ha estat vicepresident segon de la Comissió de Seguiment i Avaluació dels Acords del Pacte de Toledo. En 2014 va renunciar a l'escó quan fou nomenat secretari general de Sanitat i Consum. Fou escollit novament diputat a les eleccions generals espanyoles de 2015 i 2016.